# H. Balázs Éva
H. Balázs Éva (Hunyady Lajosné; Székelyudvarhely, 1915. december 20. – Budapest, 2006. február 15.) nemzetközileg elismert, elsősorban kora újkorral foglalkozó történész.

## Életpályája
Családja 1916-ban menekült Magyarországra az anyai nagyszülőkhöz. A Szilágyi Erzsébet leánygimnáziumban érettségizett, 1939-ben szerzett diplomát a budapesti Pázmány Péter Tudományegyetem történelem-latin szakán. Ezt követően a Teleki Intézetben gyakornokoskodott, majd tudományszervező, végül főiskolai és egyetemi oktató lett. Egy ideig minisztériumi állást is vállalt: 1947-ben a Tájékoztatási Minisztériumban dolgozott, 1948–1949 között pedig a miniszterelnökség történész előadója lett. 1949-től a Magyar Tudományos Akadémia Történettudományi Intézetében lett munkatárs, miközben órákat tartott az ELTE BTK Történeti Intézetében. Itt 1961-1986 között a Középkori és kora újkori tanszék tanára (1961-től adjunktus, 1965-től docens, 1978-tól professzor), 1982-1985 között tanszékvezető lett. Nyugdíjba vonulását követően is folytatta az oktatást, alapítója és témavezetője lett a doktori programnak.
Pályáját középkorkutatóként kezdte, végül aztán a 18. század vizsgálata tette ki életművének nagyobbik részét. Szakterületének nemzetközi hírű tekintélye lett, aki Jacques Revel francia történész szerint a 18. század kutatói számára megkerülhetetlen műveket írt. Ezek közül kiemelkedik 1967-ben publikált Berzeviczy Gergely, a reformpolitikus című monográfia, valamint azok a felvilágosult abszolutizmust és jozefinizmust taglaló fejezetek, amelyek 1962-ben egyetemi tankönyvben, 1987-ben némileg átalakítva Bécs és Pest-Buda a régi századvégen címmel, 1989-ben pedig a Magyarország története negyedik kötetében jelentek meg. A Bécs és Pest-Buda a régi századvégen több külföldi egyetemen kötelező olvasmány. Fontos megemlíteni még Kolozs-megye kialakulása és A felvilágosult abszolutizmus problémái című műveit is.
Magyarország történetét elsősorban egyetemes történeti kontextusban vizsgálta, és kiemelkedő munkát végzett a hazai, ausztriai, horvátországi, szlovákiai, hollandiai, német-, francia-, lengyel- és olaszországi levéltári anyag feldolgozásában. Kutatásai során többek között vizsgálta a külföldi egyetemek hatását a magyar szellemi életre, a magyar diákság és általában a magyarok külföldi jelenlétét, a felvilágosodás magyarországi hatásait és szabadkőművesség történetét.
Nem csak kutatóként, hanem tanárként is kiemelkedő személyisége volt a magyar tudományos életnek. Diákjait a legújabb eszmékkel, elképzelésekkel is megismertette, de hangsúlyozta a klasszikus levéltári munka hasznát is. Neveltjei számára sok külföldi lehetőséget biztosított. Számos külföldi egyetemen volt előadó, így Salzburgban, Linzben, Bécsben, a göttingeni egyetemen és a párizsi Sorbonne-on.

## Művei
- Berzeviczy Gergely, a reformpolitikus, 1763-1795, Akadémiai Kiadó, Budapest, 1967
- Karl von Zinzendorf et ses relations avec la Hongrie a l'epoque de l'absolutisme eclaire. Studia historica Academiae Scientiarum Hungaricae (104). Akadémiai Kiadó, Budapest, 1975

## Kitüntetései, tudományos elismerései
- Az ELTE díszdoktora,
- az MTA doktora (1991)
- az Eötvös József-koszorú (1993),
- a Portugál Tudományos Akadémia tagja,
- a francia–magyar történész vegyesbizottság tagja,
- a Francia Becsületrend lovagja (1997),
- a Szűcs Jenő-díj (1997)
- a Pro Renovanda Cultura Hungariae-díj (1996),
- a Habsburg-kori Kutatások Közalapítvány életműdíjasa

## Külső hivatkozások
- Poór János: H. Balázs Éva 1915-2006. In: Rubicon, 2006/2-3, 128 p.
- Életek és korok. Szerk.: Krász Lilla. Budapest, MTA Történettudományi Intézet, 2005.
- A múlt-kor.hu lapja
- Szilágyi Ágnes Judit: Érdekes személyiségek, emlékezetes viták a magyar történetírásban, 27 történészportré, Budapest, Palatinus, 2007. 170-176. o.
- Kortárs magyar írók 1945-1997, Balázs Éva, H. szócikk, MEK online